# Spiniculosa
Genre
Spiniculosa est un genre d'araignées aranéomorphes de la famille des Lycosidae.

## Répartition
Les espèces de ce genre se rencontrent en Afrique subsaharienne.

## Liste des espèces
Selon World Spider Catalog (version 26, 01/08/2025) :
- Spiniculosa albida Kronestedt, 2025
- Spiniculosa crassipalpis (Purcell, 1903)

## Systématique et taxinomie
Ce genre a été décrit par Kronestedt en 2025 dans les Lycosidae.

## Publication originale
- Kronestedt, 2025 : « Spiniculosa, a new wolf spider genus (Araneae, Lycosidae) from Africa, with description of a new species from the coast of Kenya. » Zootaxa, no 5666(2), p. 211-224.